# Тоні Янчке
Тоні Янчке (нім. Tony Jantschke, нар. 7 квітня 1990, Гоєрсверда) — німецький футболіст, захисник «Боруссії» (Менхенгладбах). Грав за молодіжну збірну Німеччини.

## Клубна кар'єра
Народився 7 квітня 1990 року в місті Гоєрсверда. Починав займатися футболом у школі місцевого клубу «Айнгайт», згодом перейшов до команди «Дрезден-Норд», а з 2006 року продовжив підготовку в академії «Боруссії» (Менхенгладбах).
З 2008 року почав долучатися до складу другої команди «Боруссії», тоді ж дебютував й у складі основної команди в матчах Бундесліги. Починаючи із сезону 2011/12 став стабільним гравцем основного складу команди. У другій половині 2010-х його статус у команді понизився до гравця ротації. У сезоні 2018/19 провів свою 200-ту гру за «Боруссію» у найвищому німецькому футбольному дивізіоні.

## Виступи за збірні
2007 року дебютував у складі юнацької збірної Німеччини (U-17), загалом на юнацькому рівні взяв участь у 31 іграх.
Протягом 2010–2013 років залучався до складу молодіжної збірної Німеччини. На молодіжному рівні зіграв у 18 офіційних матчах. 2013 року був у складі німецької «молодіжки» учасником тогорічного молодіжного Євро, де його команда припинила боротьбу вже на груповому етапі.